# Joazhifel Soares
Joazhifel Soares da Cruz Sousa Pontes (* 19. Januar 1991 in São Tomé), auch in der Schreibweise Joazhifel Soares oder kurz Joci, ist ein são-toméischer Fußballspieler auf der Position des Defensiven Mittelfelds. Er ist bei UD Rei Amador in São João dos Angolares und in der Fußballnationalmannschaft von São Tomé und Príncipe aktiv.

## Karriere

### Verein
Seine Karriere auf Vereinsebene verbrachte Soares bislang in seiner são-toméischen Heimat. Er begann seine Profikarriere im Jahr 2011 bei Vitória do Riboque im Campeonato Santomense de Futebol. Hier gewann er in seiner ersten Saison das Double mit Meisterschaft und Nationalem Pokal. Nach seinem Wechsel zum Ligakonkurrenten Sporting Praia Cruz im Jahr 2013 gewann er abermals die Meisterschaft in seiner ersten Saison für den neuen Verein. Dies gelang ihm ebenfalls  bei seinem Wechsel zu UD Rei Amador im Jahr 2017, für den Soares auch aktuell noch unter Vertrag steht.

### Nationalmannschaft
Sein Debüt für die Fußballnationalmannschaft von São Tomé und Príncipe gab Soares am 11. November 2011 im Spiel gegen die Republik Kongo. Er nahm an mehreren Qualifikationsspielen für den Afrika-Cup teil, konnte bisher jedoch keine nennenswerten Erfolge erzielen. Er bestritt bislang 29 A-Länderspiele und ist damit Rekordnationalspieler der Auswahl von São Tomé und Príncipe. Sein bisher einziges Tor erzielte er am 16. November 2020 gegen die Mannschaft aus Südafrika, wo Soares in der 12. Minute zur 1:0-Führung traf. Seinen bisher letzten Einsatz im Trikot der Nationalelf absolvierte er am 22. März 2023, im Rahmen der Qualifikation zum Afrika-Cup 2024, gegen die Mannschaft aus Sierra Leone.

### Erfolge
São-toméischer Meister: 2011, 2013, 2016, 2017, 2018

São-toméischer Pokalsieger: 2011